# Mestosoma alticola
Mestosoma alticola är en mångfotingart som först beskrevs av Carl Graf Attems 1930.  Mestosoma alticola ingår i släktet Mestosoma och familjen orangeridubbelfotingar. Inga underarter finns listade i Catalogue of Life.